# Psilopleura dolens
Psilopleura dolens là một loài bướm đêm thuộc phân họ Arctiinae, họ Erebidae.